# Peter Schnedlitz
Peter Schnedlitz (* 1954 in Murau im Murtal) ist emeritierter Universitätsprofessor für Handel an der Wirtschaftsuniversität Wien und ehemaliger Direktor des Instituts für Marketings an der WU Wien. Er lebt in Kottingbrunn.

## Ausbildung und beruflicher Werdegang
Als Kind von Bauern war Schnedlitz der erste Akademiker in seiner Familie. Schnedlitz studierte und habilitierte in Betriebswirtschaftslehre an der Universität Graz. Verschiedene Lehr- und Forschungsaktivitäten führen ihn an Universitäten in Innsbruch, Klagenfurt, Maribor und in den USA, u. a. als Visiting Scholar an das MIT Massachusetts Institute of Technology. 1991/1992 nahm er die Vertretung der Professur für Absatz-Markt-Konsum an der Universität Trier wahr.
1992 wurde er auf den Lehrstuhl für Absatzwirtschaft der Wirtschaftsuniversität Wien berufen, den er bis zu seiner Emeritierung 2019 bekleidete.
Er gilt als der führende Handelsexperte in Österreich.

## Auszeichnungen
Für sein Lebenswerk erhielt er 2014 das Große Silberne Ehrenzeichen für Verdienste um die Republik Österreich.

## Wissenschaftliche Werke (in Auswahl)
- Peter Schnedlitz: Sportgrossveranstaltungen und Fremdenverkehrsmarketing - Eine Empirische Marketingstudie, Peter Lang Verlag Bern und Frankfurt am Main 1985, ISBN 978-3-820-48913-2.
- Peter Schnedlitz: Einstellungen und soziale Beeinflussung als Bedingungen von Kaufabsichten, Peter Lang Verlag, Bern und Frankfurt am Main: 1985, ISBN 978-3-820-48213-3.
- Peter Schnedlitz et al. (Hrsg.): Innovationen in Marketing und Handel, Linde-Verlag Wien 2006, ISBN 978-3-7143-0080-2.
- Edeltraud Hanappi-Egger und Peter Schnedlitz (Hrsg.): Aging Society - Altern in der Standt, Facultas wuv -Verlag Wien 2009, ISBN 978-3-7089-0357-6.